# Xabat Otxotorena
Otxotorena  Arraras est un nom espagnol. Le premier nom de famille, en général paternel, est Otxotorena ; le second, en général maternel, souvent omis, est Arraras.
Xabat Otxotorena Arraras, né le 17 novembre 1980 à Hernani (Guipuscoa), est un coureur cycliste espagnol.

## Biographie

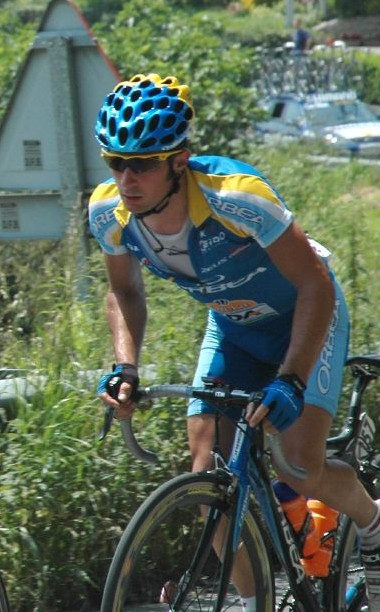
Xabat Otxotorena lors de la Bicyclette basque 2007

Chez les amateurs, Xabat Otxotorena remporte notamment une étape du Tour du Goierri en 2003. L'année suivante, il s'impose sur une étape du Giro delle Valli Cuneesi et au classement final du Torneo Euskaldun. 
À partir de 2005, il court pour l'équipe continentale espagnole Orbea. Lors de sa deuxième saison, il se classe quatrième du Tour d'Estrémadure et cinquième du Circuit de Getxo, où il termine aussi quatrième en 2007. Toujours en 2007, il gagne une étape du Circuito Montañés, sa seule victoire sur le calendrier UCI.
En 2008, il est recruté par la formation Extremadura-Spiuk.

## Palmarès
- 2003
  - 3e étape du Tour du Goierri
  - 2e du Tour des Landes
  - 3e du Mémorial José María Anza
- 2004
  - Vainqueur du Torneo Euskaldun
  - 3e étape du Giro delle Valli Cuneesi
  - Gran Premio San Bartolomé
  - 2e de la Subida a Altzo
  - 3e du Mémorial José María Anza
- 2007
  - 2e étape du Circuito Montañés

## Classements mondiaux
| Année           | 2006 | 2007 | 2008 |
| --------------- | ---- | ---- | ---- |
| UCI Europe Tour | 440e | 354e | 760e |